# 柯里悖论
柯里悖论（英語：Curry's paradox）是一种悖论，由美国数理逻辑学家哈斯凯尔·柯里提出，并且以其命名。它也與马丁·雨果·洛布的洛布定理有关，故也被称为洛布悖论。

## 简介
对于这样一个条件语句C：「若C，則F」，只需要一些显然无害的逻辑推导规则，就可以推导出：仅从句子C的存在就证明了任意主张F。由于F是任意的，因此遵循这些逻辑规则的任何逻辑系统都可以证明所有命题，这就引起矛盾（见：柯里悖论#自然语言论证），违反了经典逻辑的无矛盾律；因此，这是一个悖论。
当今哲学家所使用的“柯里悖论”一词，指的是一类多样化的悖论，具有自指性（self-reference）或循环性（circularity），并且其悖论根源的发现可追溯到柯里（1942）和洛布（1955）的贡献。
该悖论可以用自然语言和各种形式逻辑来表达，包括集合论、λ演算和组合子逻辑的某些形式。所有可以称为“柯里悖论”的悖论共同特征是，它们以连接词或谓词形式利用蕴涵，蕴含或结果的概念。

## 分类
弗兰克·普伦普顿·拉姆齐于1925年最早把逻辑悖论（Logical Paradox）同语义悖论（Semantical Paradox）区别开来。罗素悖论属于前一类，說謊者悖論属于后者。拉姆齐认为，逻辑矛盾涉及数学或逻辑术语（例如类，数），因此表明存在逻辑问题。而语义矛盾除纯逻辑术语外还涉及“思想”，“语言”，“符号”等概念，它们是经验性（非形式）术语。语义矛盾也被称为认识论矛盾。该方法被认为是当前的标准的悖论分类方法。
柯里悖论可以像罗素悖论一样，以集合论或属性论的悖论的形式出现（即逻辑悖论的形式）;但是，它也可以是类似于说谎者悖论的语义悖论的形式出现。

## 特性
柯里悖论产生的根源和柯里悖论与罗素悖论和说谎者悖论类似，是违反了恶性循环原则，具有自指性。但也与柯里悖论与罗素悖论和说谎者悖论有不同的特点，因为它本质上并没有涉及否定的概念。

需要强调，因为柯里悖论并不在“本质上涉及否定”，它与罗素悖论和说谎者悖论有实质性不同。一些具有弱否定原理的非經典邏輯（如次协调逻辑），可以解决罗素悖论和说谎者悖论，但仍然容易受到柯里悖论的影响。

## 自然语言论证
条件命题形式为:
“如果A，则B”

证明条件命题（命题形式为：“如果A，那么B”）的标准方法称为“条件证明”。在该证明方法中，为了证明“如果A，则B”，首先假设A，然后在该假设下B被证明是正确的。

柯里悖论使用一种特殊的自指条件命题（self-referential conditional sentence），如以下示例所示：
按上面标准方法（条件证明），证明条件命题X时，首先假设X成立，由条件命题本身“如果X，则Y”，则“Y”成立；因此推导出，X成立。由于“Y”是任意的，也可以用任何其他命题代替，因此，仅使用公认的逻辑推理方法，每个命题似乎都是可以证明的。不但可以证明Y，亦可以证明¬Y，这种情况是自相矛盾的。

另一个例子如下：
尽管德国没有与中国接壤，但例句当然是自然语言的句子，因此可以分析该句子的真实性。悖论来自此分析，分析包括下面两个步骤:
1. 首先，可以使用上面的标准方法（条件证明）证明例句是正确的。
2. 其次，例句可以用来证明德国与中国接壤。因为德国不与中国接壤，所以这表明其中一个证据有误。

“德国与中国接壤”的命题可以用任何其他命题F代替，并且该命题F仍然可以被证明。

## 形式证明

### 命题逻辑证明
上一节中的示例使用了非形式化的自然语言推理。柯里悖论也出现在某些形式逻辑中。在这种情况下，它表明，如果我们假设存在一个形式句子（X → Y），其中X本身相当于（X → Y），那么我们可以用形式证明来证明Y。有关本节中使用的逻辑符号的说明，请参阅逻辑符号表。用命题逻辑的形式证明如下：
1. X := (X → Y)訂立假设，證明的開始，相当于“如果这句话为真，则Y”
2. X → X同一律
3. X → (X → Y)根据1，X等于X → Y；所以用X → Y替换 2 的右侧
4. X → Y从 3 通过紧缩规则（蕴含的幂等性）
5. X将 4 替换为 1
6. Y根据5和4并通过肯定前件规则

另一种证明是通过皮尔士定律。如果X = X → Y，则(X → Y) → X。根据皮尔士定律((X → Y) → X) → X和肯定前件规则，意味着X和随后的Y（如上面的证明）。